# Renee Olstead (album)
Albums de Renee Olstead
Unleashed
(2003) Skylark
(2009)
Renee Olstead est le premier album studio publié sur un label important de la chanteuse de jazz et actrice Renee Olstead ; il est sorti en 2004. L’album, qui a été coproduit par David Foster, s’est vendu à plus de 166 000 exemplaires.

## Chansons
| No  | Titre                             | Auteur                      | Durée |
| --- | --------------------------------- | --------------------------- | ----- |
| 1.  | Summertime                        | Gershwin, Gershwin, Heyward | 4:12  |
| 2.  | Taking a Chance on Love           | Duke, Fetter, Latouche      | 3:31  |
| 3.  | Is You Is or Is You Ain't My Baby | Austin, Jordan              | 3:20  |
| 4.  | Someone to Watch Over Me          | Gershwin, Gershwin          | 4:26  |
| 5.  | Breaking Up Is Hard to Do         | Greenfield, Sedaka          | 4:11  |
| 6.  | A Love That Will Last             | Foster, Thompson            | 3:32  |
| 7.  | Meet Me, Midnight                 | Manilow, Sussman            | 2:56  |
| 8.  | Sunday Kind of Love               | Belle, Nye, Prima, Rhodes   | 4:34  |
| 9.  | On a Slow Boat to China           | Loesser                     | 3:16  |
| 10. | What a Diff'rence a Day Makes     | Adams, Grever               | 3:27  |
| 11. | Midnight at the Oasis             | Nichtern                    | 3:21  |
| 12. | Sentimental Journey               | Brown, Green, Homer         |       |